# Беньо Юрій Володимирович
Ю́рій Володи́мирович Беньо́ (* 25 квітня 1974, Львів) — український футболіст і тренер. Грав, зокрема, за «Карпати» (Львів), «Шахтар» (Донецьк) і «Металург» (Запоріжжя). Увійшов до символічної збірної «Карпат» (Львів) часів незалежності.

## Життєпис
Вихованець СДЮШОР «Карпати» (Львів). Перші тренери — Георгій Сирбу та Анатолій Крощенко. Закінчив Львівський медичний інститут. Починав грати у львівських любительських командах. Сезони 1994/95 і 1995/96 провів у друголіговому «Гараї» (Жовква). Там Беньо грав із Володимиром Єзерським, з яким згодом разом грали у львівських «Карпатах» і під керівництвом Мирона Маркевича здобули «бронзу» чемпіонату України в сезоні 1997/98. Талановитого гравця запросили до «Шахтаря» (Донецьк), але в цій команді, проте, зіграв тільки пів сезону. Гравець перейшов до запорізького «Металурга», де став капітаном команди.
Свого часу гравця викликали до збірної України (проти Північної Ірландії та Португалії у 1996, проти Вірменії та Німеччини у 1997 і проти Лівії у 2004), але він не з'явився на полі.
У 2005 році латвійська «Вента» запросила на посаду головного тренера Олега Лужного і поставела мету — чемпіонство і вихід до Ліги чемпіонів. Лужний запросив помічника Володимира Журавчака, також до команди прибули, зокрема, польський воротар Мацей Налєпа, оборонець Беньо та колишній київський «динамівець» Олександр Хацкевич. Сам Олег Лужний був тренером-гравцем і теж виходив на поле як футболіст. Але клуб оголосив про своє банкрутство і після кількох перших турів (у Латвії чемпіонат проводять за системою «весна-осінь») влітку 2005 Юрій Беньо повернувся до Львова. Він підтримував спортивну форму виступами за любительську команду «Пустомити» у першості Львівської області.
Перед початком чемпіонату України 2005/06 були пропозиції продовження кар'єри у «Металурзі» (Запоріжжя) або у «Арсеналі» (Київ). Захисник вибрав Київ. Не останню роль у цьому відіграла присутність у складі «каштанчиків» колишнього одноклубника Сергія Мізіна. Став не лише гравцем основного складу, а й капітаном «Арсеналу». У столичній команді виступав під номером «5».
Сезон 2008/09 розпочав у основному складі «Арсенала», але провівши перші 9 ігор, у жовтні 2008 р. прийняв пропозицію увійшти до тренерського штабу новака української Прем'єр-ліги ФК «Львів». 16 червня 2009 року Юрій Беньо призначений головним тренером команди. 8 серпня 2009 року після поразки від ФК «Полтава» в Кубку України подав у відставку.
Виступав за любительську команду «Нафтуся» (Східниця) в чемпіонаті Львівської області.